# Rhynchospora watsonii
Rhynchospora watsonii là loài thực vật có hoa trong họ Cói. Loài này được (Britton) Davidse miêu tả khoa học đầu tiên năm 1974.